# Centre d'histoire d'Austin
Le Centre d'Histoire d'Austin (en anglais Austin History Center) désigne les archives de la ville d'Austin dans l'État du Texas (États-Unis).
Le bâtiment construit par l'architecte Hugo Franz Kuehne est ouvert en 1933 comme bibliothèque. Il conserve des milliers de documents historiques (photographies, cartes, objets, ...). Il organise des expositions régulièrement.
Il fait partie des Recorded Texas Historic Landmarks depuis 1993 et est inscrit au Registre national des lieux historiques depuis le 6 mai de la même année.